# Чухрай, Пётр Павлович
Пётр Павлович Чухрай (10 апреля 1950 — 4 января 2018) — украинский бандурист-виртуоз, общественный деятель. Народный артист Украины (2000), профессор, заведующий кафедрой бандуры и кобзарского искусства Киевского национального университета культуры и искусств.

## Биография
Родился 10 апреля 1950 года в Луцке. Окончил КГК имени П. И. Чайковского в 1978 году (класс народного артиста Украины, профессора С. Баштана).
Работает в КНУКИИ с 1992 года. Преподаватель по классу бандуры, ансамбля бандуристов. Среди студентов и выпускников Чухрая — лауреаты Международных и Всеукраинских конкурсов исполнителей на народных инструментах (Маломуж Т. — народная артистка Украины, Берёза Е. — заслуженный артист Украины, Силенко Т. — заслуженный артист Украины, Бублиенко А. — заслуженная артистка Украины, Макуха Н. — лауреат республиканского конкурса бандуристов, Кзьменко С., Кудрявые Ирина и Наталья, Петренко А., Каспрук А., Кардаш М., Гладий Н. — лауреаты всеукраинских конкурсов).
Солист и концертмейстер Национального оркестра народных инструментов Украины. Член президиума Национального союза кобзарей Украины.
Пётр Чухрай умер в 2018 году перед Рождеством.

## Награды и звания
- Лауреат первой премии и награды за исполнение классических произведений Всесоюзного конкурса исполнителей на народных инструментах (Воронеж, 1973).
- Первая премия Всесоюзного конкурса исполнителей на народных инструментах (Берлин, 1973).
- Почётный знак Министерства культуры Украины «За многолетний вклад в развитие культуры».
- Заслуженный артист Украинской ССР (1981).
- Народный артист Украины (2000).